# St. Servatius (Koblenz)

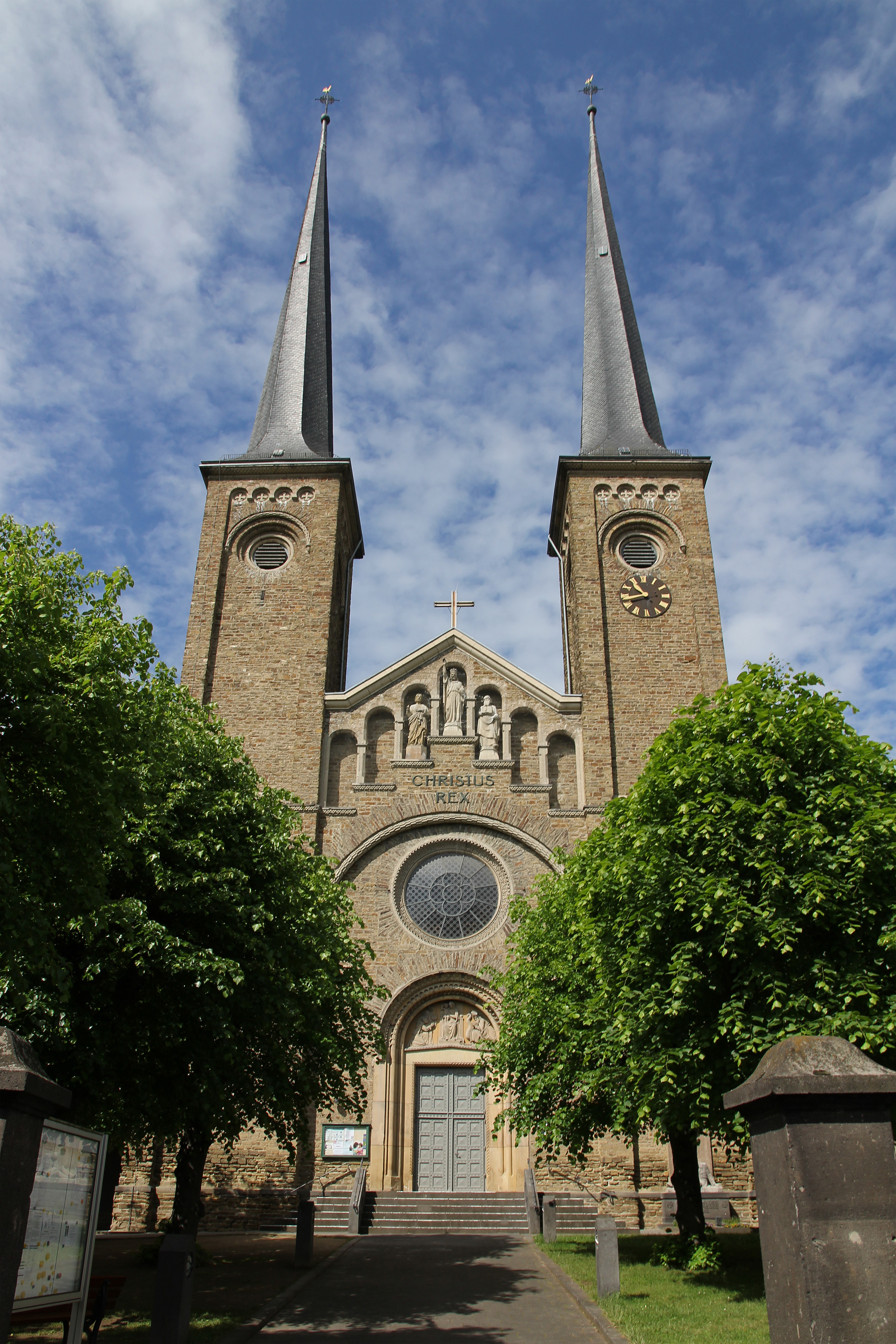
Die Pfarrkirche St. Servatius in Koblenz-Güls

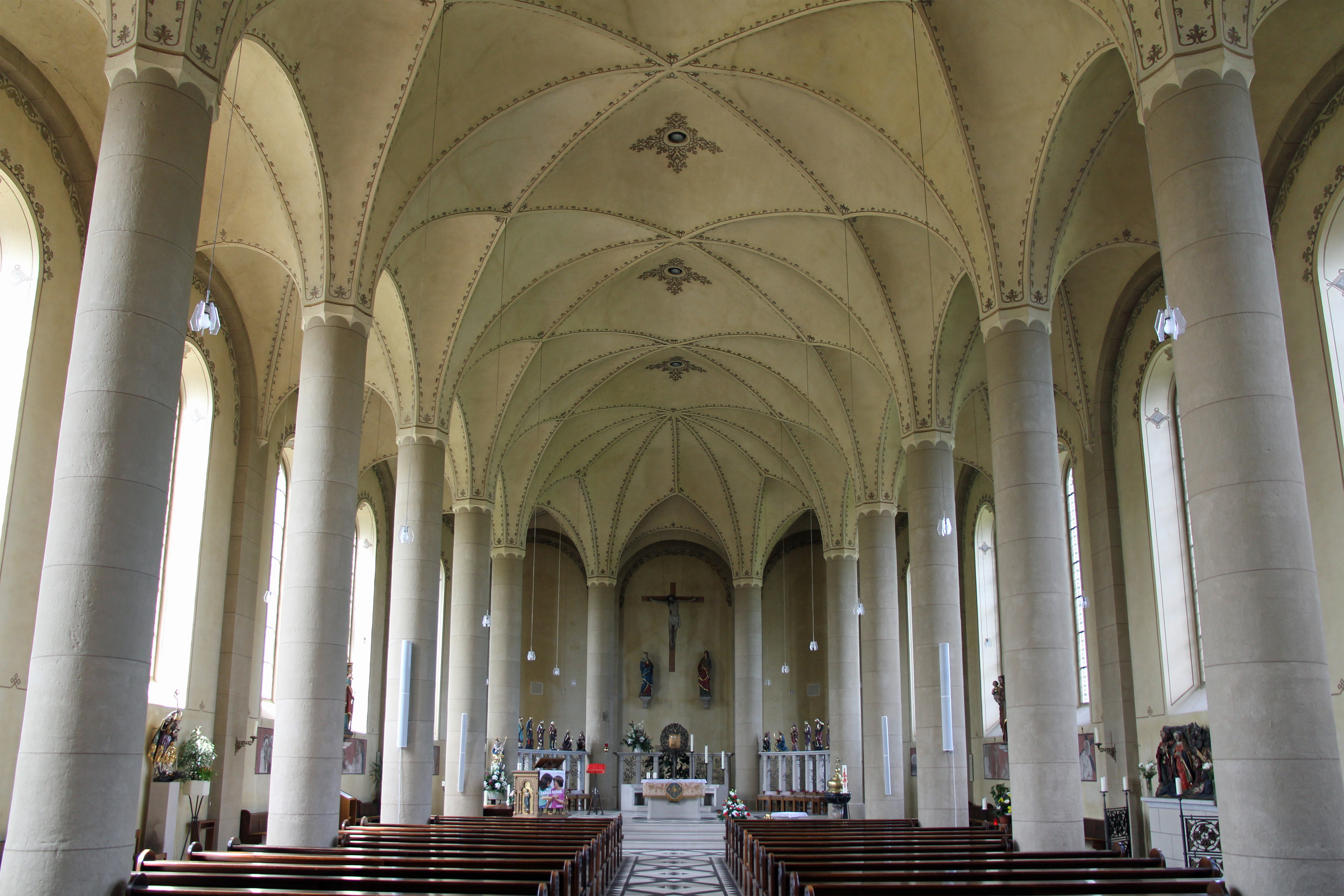
Innenraum

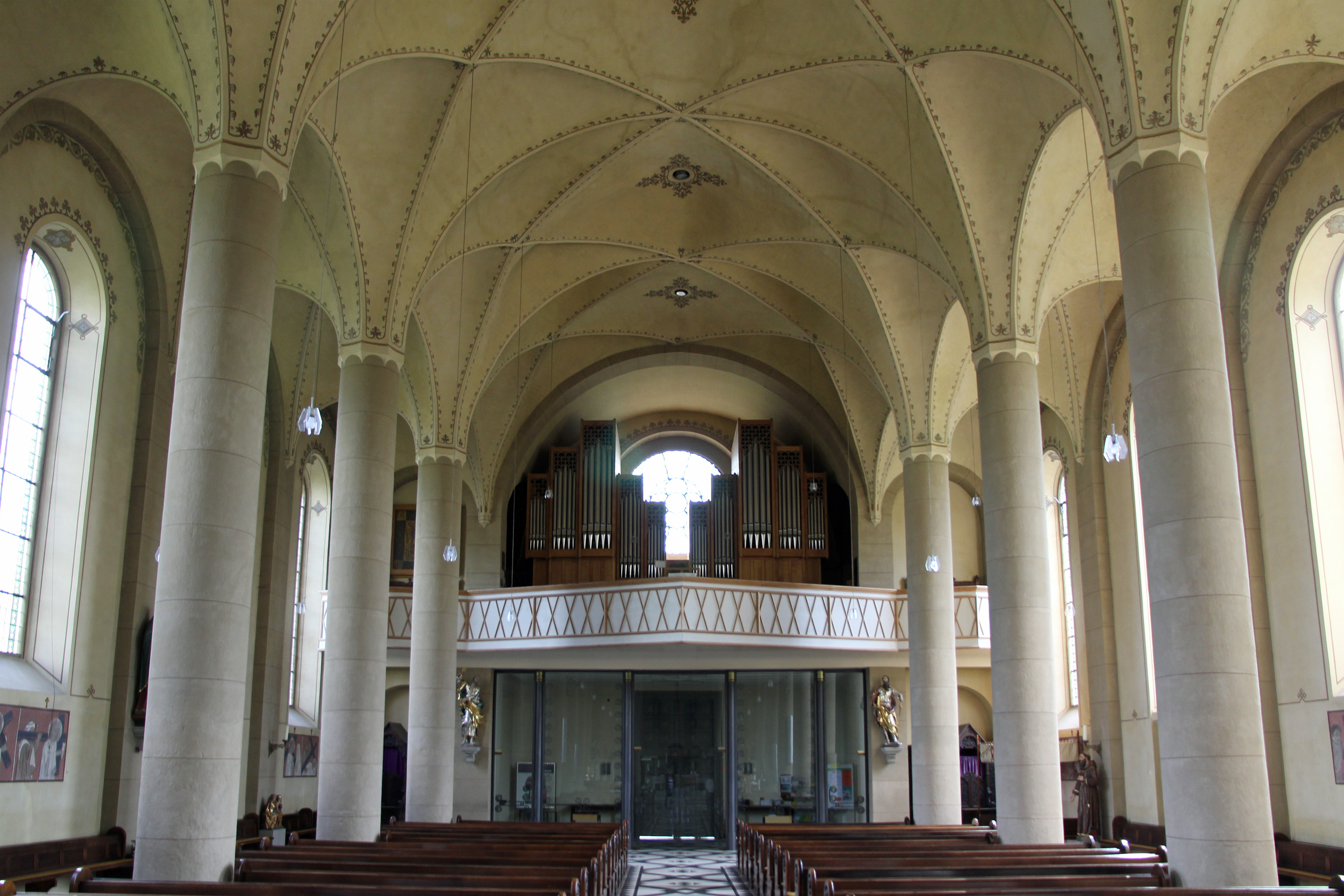
Innenraum mit der Orgel

Die Pfarrkirche St. Servatius ist eine katholische Kirche in Koblenz. Die Pfarrkirche wurde 1833–1840 im Stadtteil Güls erbaut und ersetzt die zu klein gewordene alte Servatiuskirche aus dem 13. Jahrhundert. Sie trägt das Patrozinium des heiligen Servatius von Tongern.

## Geschichte
Nachdem die erste Servatiuskirche in Güls Anfang des 19. Jahrhunderts zu klein geworden war, entschloss man sich zu einem Neubau. Zunächst erwog man, die alte Kirche abzureißen und hier neu zu bauen. Allerdings entschied man sich wegen des engen Raums und des hohen künstlerischen Wertes der alten Kirche für einen Neubau an einer anderen Stelle. Der Architekt Johann Claudius von Lassaulx erbaute dazu nur wenige Meter von der alten Kirche entfernt 1833 bis 1840 ein neues Gotteshaus im neuromanischen Stil. Das Baumaterial stammte von dem zuvor in Koblenz abgebrochenen alten Löhrtor, das für die Planungen zum Bau der preußischen Festung Koblenz weichen musste. Der Grundstein wurde am 27. April 1833 gelegt, die Konsekration nahm der Trierer Weihbischof Wilhelm Günther am 31. August 1840 vor. Die Baukosten betrugen 14.856 Taler.
Bei Luftangriffen auf Koblenz im Zweiten Weltkrieg wurde der östliche Gewölbeabschnitt und die Orgelempore beschädigt und mussten erneuert werden.

## Bau und Ausstattung

### Außen
Die Pfarrkirche St. Servatius ist eine neuromanische dreischiffige Hallenkirche aus Bruchstein mit einer Doppelturmfassade. Der Äußere des Kirchenbaus hat sorgfältig gestaltete Gesimse, Lisenen, Rundbogenfenster, Medaillons, Röllchenwülste, kleine Schlüssellochfenster und Doppelpassabschlüsse. Die Ostfassade wird geprägt von den beiden 65 Meter hohen Türmen mit Spitzhelmen und runden Schallöffnungen. Wegen ihrer von weitem sichtbaren auffälligen Form werden sie im Volksmund als „Gülser Zahnstocher“ bezeichnet.
Zwischen den Türmen befindet sich ein Stufenportal mit einem Tympanon über dem Türsturz, das die Gottesmutter mit dem Kind in der Mitte darstellt. Rechts von ihr tötet der heilige Servatius einen Drachen und links reichen zwei Mönche ihr das Modell der Kirche dar. Über dem Portal erhellt ein Rosettenfenster die Empore im Inneren der Kirche. Die Frontfassade schließt ein Stufengiebel mit aufsteigender Zwerggalerie mit Steinskulpturen ab. In der Mitte wird Jesus Christus als König dargestellt, rechts und links die heiligen Petrus und Paulus. Zwischen der Steinskulpturengruppe und dem Rosettenfenster sind die Worte „Christus Rex“ angebracht. Bekrönt wird der Giebel von einem Kreuz. Rechts neben dem Stufenportal befindet sich ein Kriegerdenkmal in Erinnerung an die Opfer des Ersten Weltkrieges, das einen Soldaten auf einem Altar aus Basaltlava liegend vor einem Kreuz (19. Jahrhundert) darstellt. Im Norden neben der Kirche befindet sich eine Lourdesgrotte.

### Innen
Über einen Vorraum betritt man den Hallenraum der Kirche, der breitgelagert ist und am Chor halbrund abschließt. Die 14 schlanken kapitelllosen Rundpfeiler tragen ein Sterngewölbe. Im Chor steht ein freistehender Altar, der nach hinten von einem Kommuniongitter begrenzt wird, das 14 Nothelferfiguren trägt. Aus der alten Servatiuskirche wurden ein überlebensgroßes hölzernes Kruzifix (16. Jahrhundert), ein pokalförmiger Taufstein mit Messingdeckel (1699) und ein Weihwasserbecken (1699) sowie fünf Heiligenfiguren (18. Jahrhundert) übernommen. Weitere Heiligenfiguren wurden mit dem Neubau der Kirche hinzugefügt.
Die Pfarrei ist im Besitz von vier Reliquien des heiligen Servatius, einer silbernen Sonnenmonstranz (17. Jahrhundert), eines silbernen Reliquienkreuzes (17. Jahrhundert), zweier Messkelche sowie zweier 9 cm und 18 cm großer Glassarkophage (um 1500).
Unter dem Südturm befindet sich der Zugang zur Orgelempore mit einer Figur des heiligen Servatius. Der Nordturm beherbergt eine Gnadenkapelle mit einer spätgotischen Pietà aus dem 16. Jahrhundert, die vormals im Großheiligenhäuschen stand, und einer modernen Herz-Jesu-Plastik.

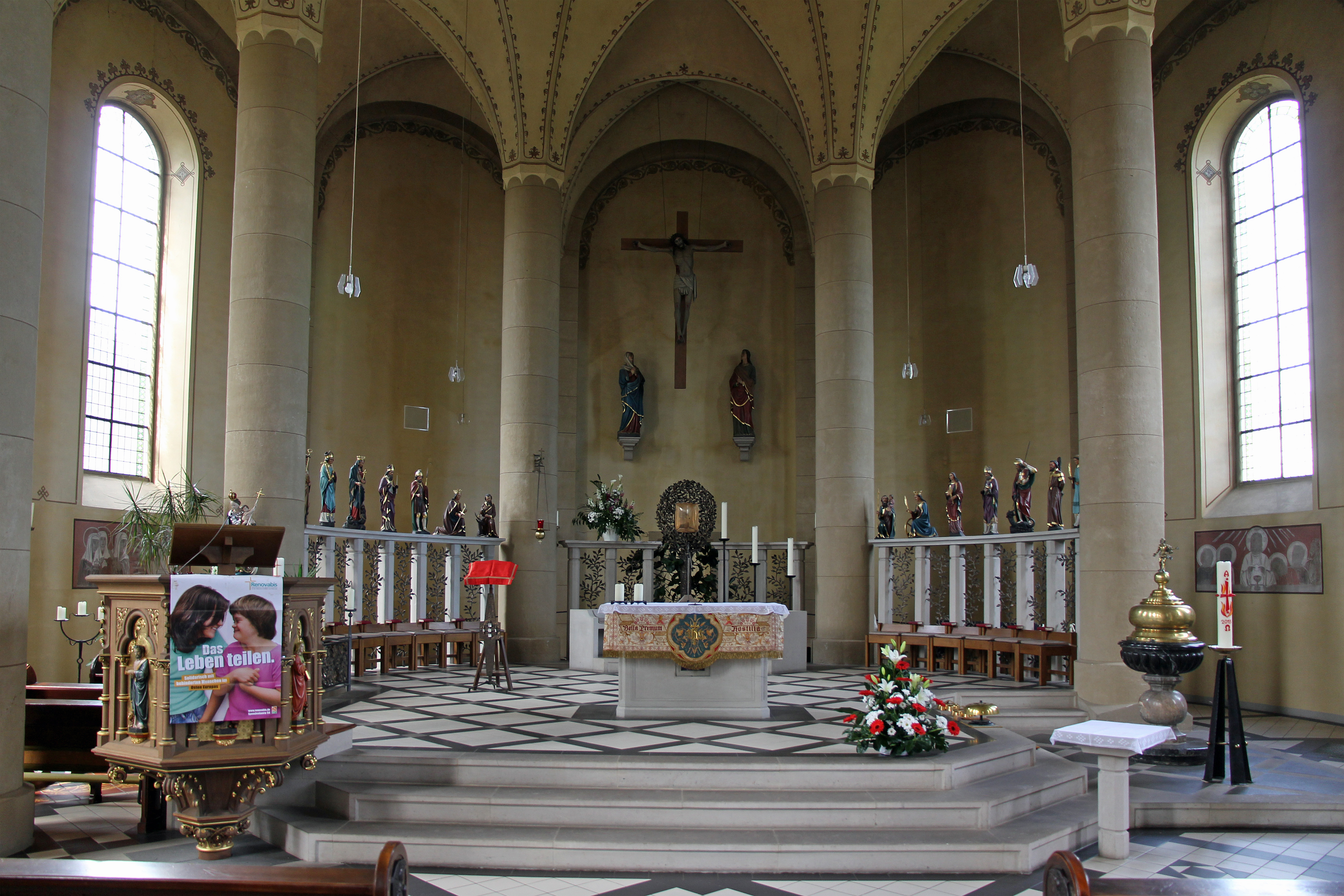
Altarraum
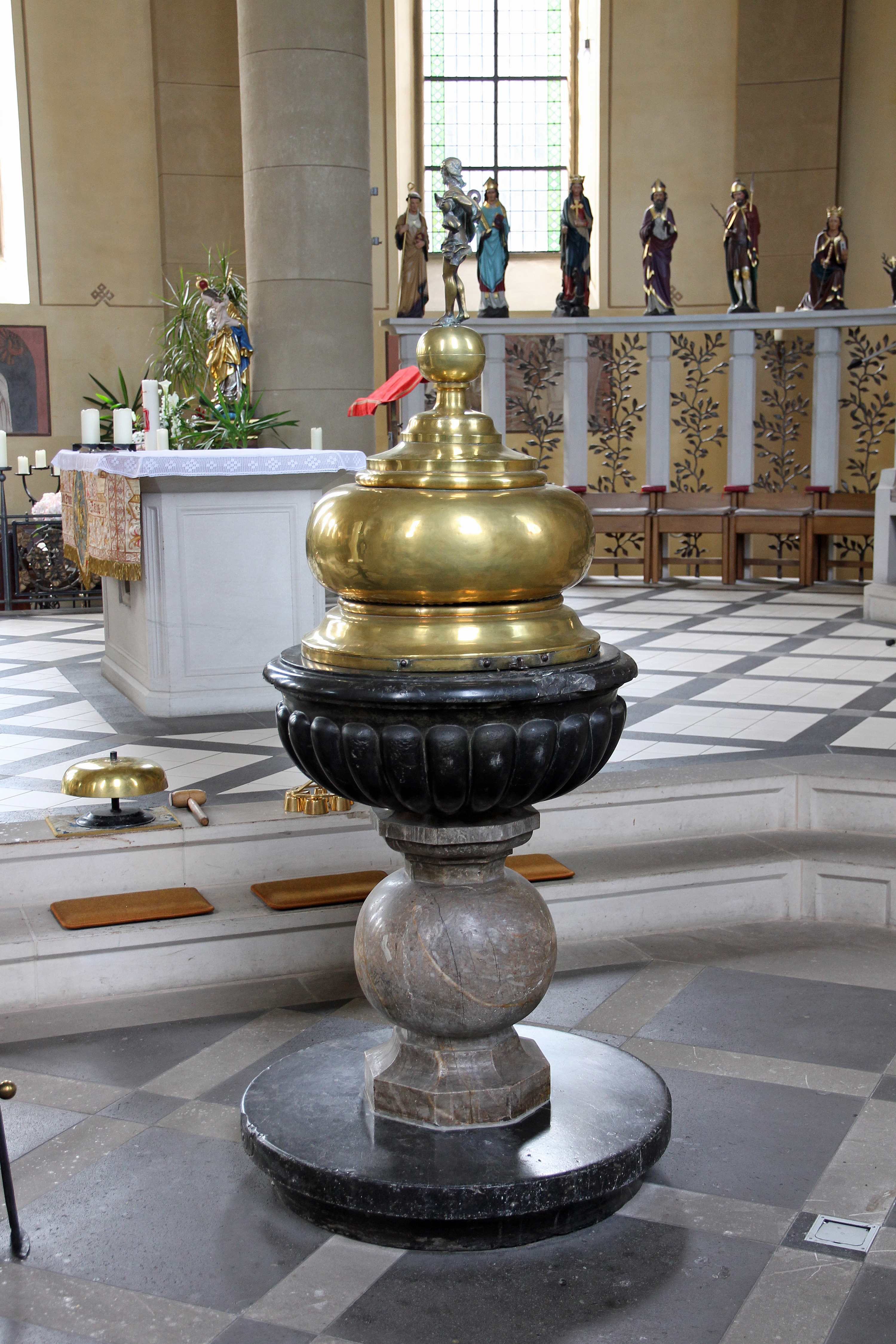
Taufstein
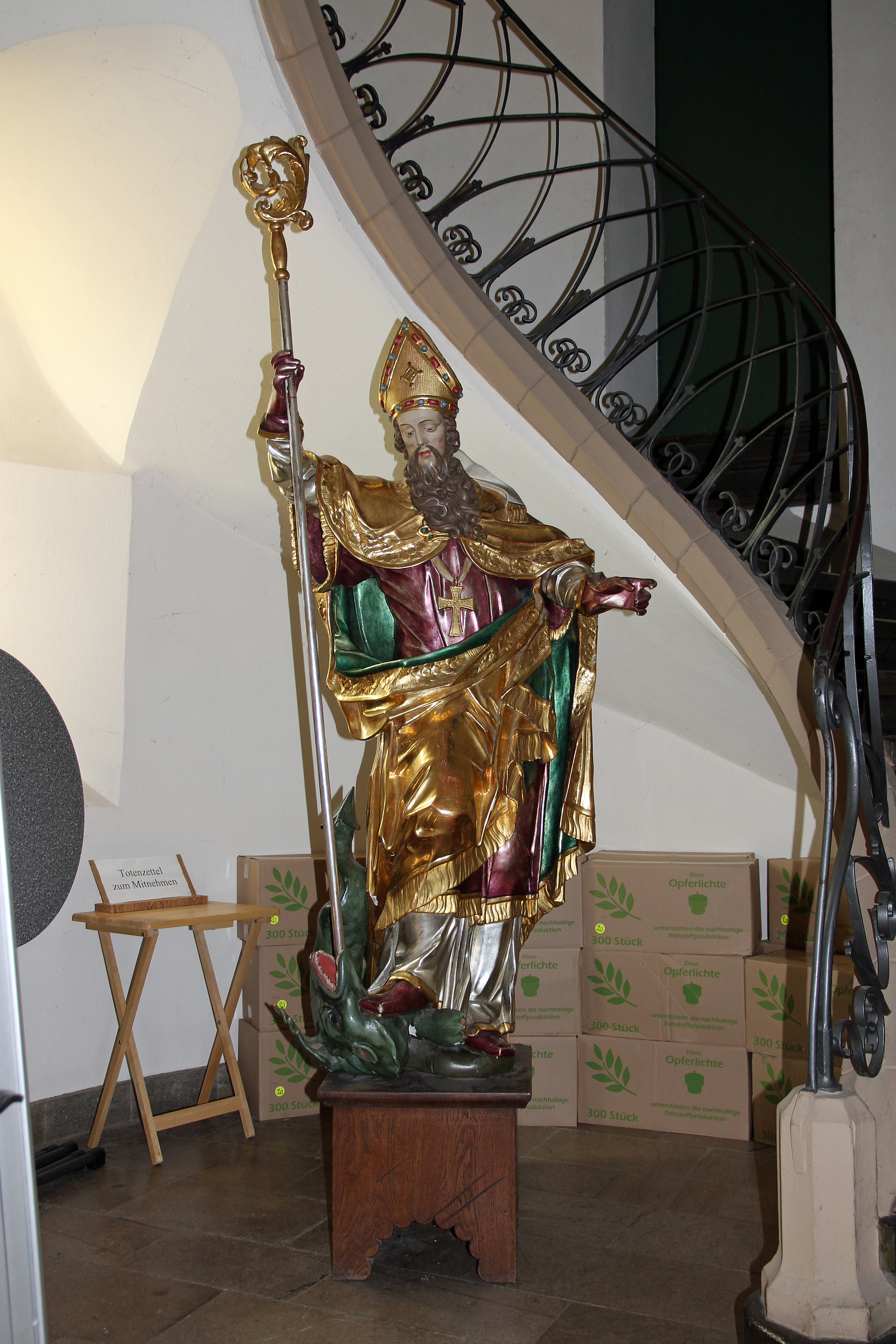
Figur des heiligen Servatius
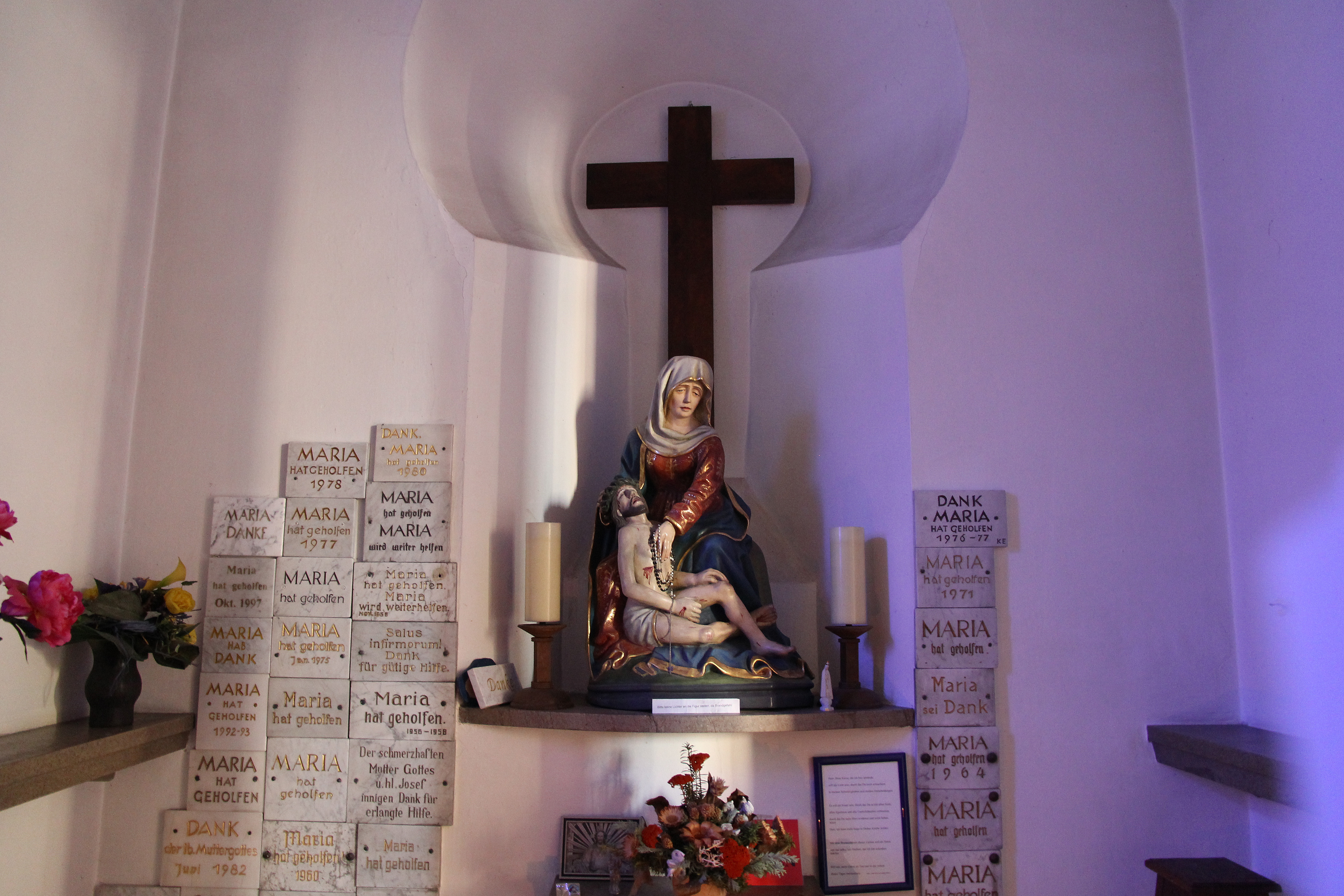
Gnadenkapelle mit einer Pietà
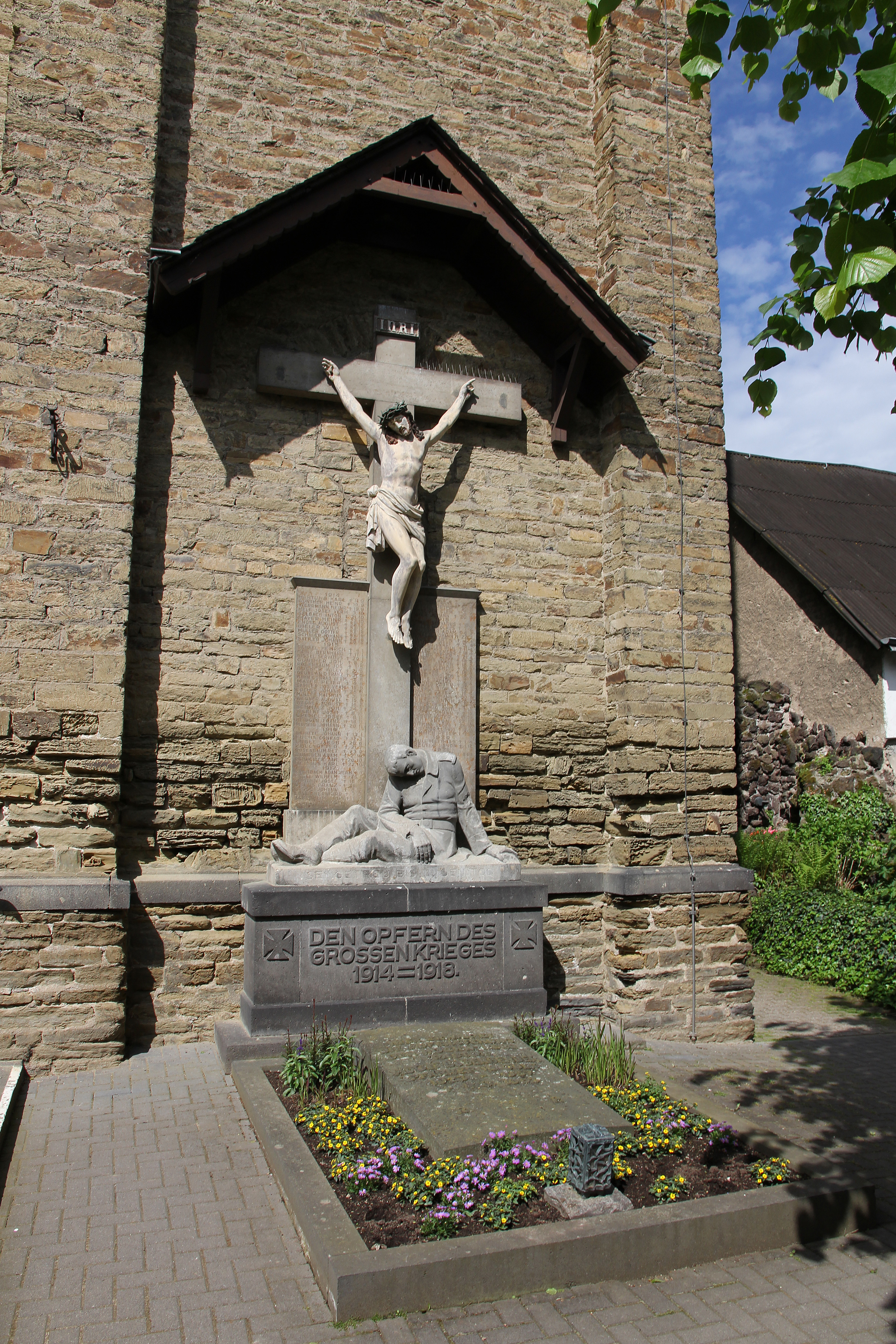
Kriegerdenkmal

### Orgel
Die Orgel von St. Servatius wurde 1996 von der Orgelbaufirma Simon aus Borgentreich erbaut. Das Schleifladen-Instrument hat 30 Register auf zwei Manualen und Pedal. Die Spieltraktur ist mechanisch, die Registertraktur ist elektrisch.
| I Hauptwerk C–g3 |              |       |
| 1.               | Bordun       | 16′   |
| 2.               | Prinzipal    | 8′    |
| 3.               | Rohrflöte    | 8′    |
| 4.               | Oktave       | 4′    |
| 5.               | Blockflöte   | 4′    |
| 6.               | Quinte       | 2 ⁄3′ |
| 7.               | Oktave       | 2′    |
| 8.               | Waldflöte    | 2′    |
| 9.               | Cornett II-V |       |
| 10.              | Mixtur IV    | 1 ⁄3′ |
| 11.              | Trompete     | 8′    |

| II Schwellwerk C–g3 |                   |        |
| 12.                 | Flûte harmonique  | 8′     |
| 13.                 | Hohlflöte         | 8′     |
| 14.                 | Gambe             | 8′     |
| 15.                 | Vox coelestis     | 8′     |
| 16.                 | Prinzipal         | 4′     |
| 17.                 | Traversflöte      | 4′     |
| 18.                 | Octavin           | 2′     |
| 19.                 | Nasard            | 2 ⁄3′  |
| 20.                 | Terz              | 1 3⁄5′ |
| 21.                 | Mixtur IV         | 2′     |
| 22.                 | Tromp. harmonique | 8′     |
| 23.                 | Hautbois          | 8′     |
|                     | Tremulant         |        |

| Pedalwerk C–f1 |               |     |
| 24.            | Prinzipalbaß  | 16′ |
| 25.            | Subbaß        | 16′ |
| 26.            | Oktavbaß      | 8′  |
| 27.            | Gedacktbaß    | 8′  |
| 28.            | Choralbaß     | 4′  |
| 29.            | Hintersatz IV |     |
| 30.            | Posaune       | 16′ |

## Pfarrhaus
Das Pfarrhaus von St. Servatius schließt sich südlich der Kirche an und bildet mit dieser eine Einheit. Es wurde 1928 angebaut und ist ein breit gelagerter zweigeschossiger Putzbau mit Stockwerkgesims. Das aufgesetzte Walmdach besitzt eine breite Gaube. Auf der Höhe des Obergeschosses verbindet ein überdachter Gang mit Polygonalerker das Gebäude mit der Kirche. Im schieferbehangenden Erker steht die Jahreszahl 1928, flankiert von Sandsteinreliefs des heiligen Georgs und dem Wappen von Papst Pius XI.

## Pfarreiengemeinschaft
St. Servatius ist Teil der „Pfarreiengemeinschaft Koblenz (Metternich)“, zu der auch St. Johannes Enthauptung und St. Konrad in Metternich sowie St. Mauritius in Rübenach gehören.

## Denkmalschutz
Die Pfarrkirche St. Servatius ist ein geschütztes Kulturdenkmal nach dem Denkmalschutzgesetz (DSchG) und in der Denkmalliste des Landes Rheinland-Pfalz eingetragen. Sie liegt in Koblenz-Güls in der Gulisastraße.
Des Weiteren ist sie ein geschütztes Kulturgut nach der Haager Konvention und mit dem blau-weißen Schutzzeichen gekennzeichnet.